# Maison Carrié-Boyer
La maison Carrié-Boyer est une maison gothique médiévale de Cordes-sur-Ciel, une commune du Tarn. Elle est classée monument historique depuis le 14 mai 1923.

## Origine
C'est une maison construite au Moyen Âge par une riche famille cordaise. Elle fait partie des édifices qui ont valu au village de Cordes-sur-Ciel le surnom de la « cité aux cent ogives » pour sa grande proportion d'édifices civils gothiques.

## Description

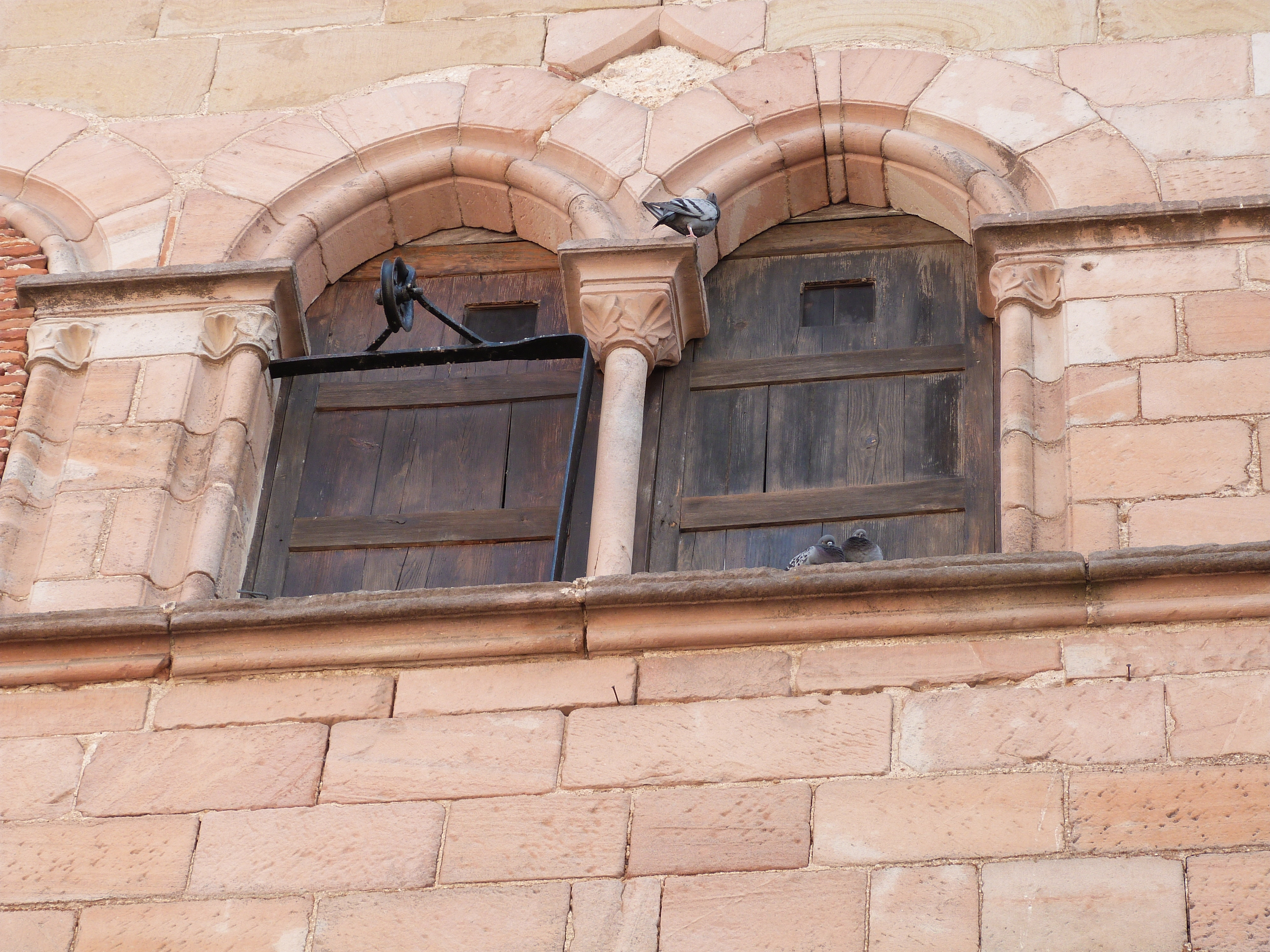
Fenêtres géminées du second étage avec poulie.

Comme toute maison gothique, elle possède trois étages.
Au rez-de-chaussée, elle est ouverte sur quatre arcades en ogive. Au premier étage, les baies initiales en arc brisé ont été remplacées par des fenêtres traditionnelles. Le second étage est doté de 8 baies réparties par groupe de deux paires.
Les moulures saillantes en pierre se prolongent sur la façade voisine de la maison Prunet.

## Sources